# Championnat de Guinée de football 2020-2021
Navigation
Ligue 1 2019-2020 Ligue 1 2021-2022
La saison 2020-2021 de Ligue 1 est la 55e édition du championnat de Guinée de football. En raison de la pandémie de coronavirus, la saison précédente a été interrompue après 14 journées ; de ce fait, aucun club n'a été déclaré champion et aucun club n'a été relégué et promu à l'issue de cette saison-là. Le championnat recommence donc avec les mêmes équipes que celles inscrites pour la saison précédente.

## Équipes participantes
| Club                                     | Ville    | Classement 2019-2020 |
| ---------------------------------------- | -------- | -------------------- |
| Horoya Athlétique Club                   | Conakry  | 1re                  |
| Wakriya Athletic Club                    | Boké     | 2e                   |
| Association sportive Kaloum Star         | Conakry  | 3e                   |
| Association sportive Ashanti Golden Boys | Siguiri  | 4e                   |
| Fello Star                               | Labé     | 5e                   |
| Flamme Olympique FC                      | Conakry  | 6e                   |
| Hafia Football Club                      | Conakry  | 7e                   |
| Loubha FC de Télimélé                    | Télimélé | 8e                   |
| CI Kamsar                                | Kamsar   | 9e                   |
| Santoba Football Club                    | Conakry  | 10e                  |
| ASFAG                                    | Conakry  | 11e                  |
| Éléphant de Coléah                       | Coyah    | 12e                  |
| CO Coyah                                 | Coyah    | 13e                  |
| Satellite FC                             | Conakry  | 14e                  |

- qualifié pour les barrages de Ligue des champions de la CAF 2020-2021
- Coupe de la confédération 2020-2021
- Promu

- CO Coyah est renommé Académie SOAR de Guinée (SOAR = Super Olympique d'une Afrique Renaissante)

## Compétition

### Règlement
Le classement est calculé avec le barème de points suivant : une victoire vaut trois points, le match nul un. La défaite ne rapporte aucun point.
Le règlement se présente donc ainsi :
1. plus grand nombre de points ;
2. plus grande différence de buts générale ;
3. plus grand nombre de points dans les confrontations directes ;
4. plus grande différence de buts particulière ;
5. plus grand nombre de buts dans les confrontations directes ;
6. plus grand nombre de buts à l'extérieur dans les confrontations directes ;
7. plus grand nombre de buts marqués ;
8. plus grand nombre de buts marqués à l'extérieur ;
9. plus grand nombre de buts marqués sur une rencontre de championnat.

### Classement
| \| Rang \| Équipe \| Pts \| J \| G \| N \| P \| Bp \| Bc \| Diff \| \| ---- \| ---------------------- \| --- \| -- \| -- \| -- \| -- \| -- \| -- \| ---- \| \| 1 \| Horoya AC \| 58 \| 26 \| 18 \| 4 \| 4 \| 49 \| 13 \| +36 \| \| 2 \| CI Kamsar \| 46 \| 26 \| 12 \| 10 \| 4 \| 34 \| 17 \| +17 \| \| 3 \| Wakriya Athletic Club \| 46 \| 26 \| 12 \| 6 \| 7 \| 44 \| 30 \| +14 \| \| 4 \| AS Ashanti Golden Boys \| 43 \| 26 \| 11 \| 6 \| 7 \| 20 \| 21 \| -1 \| \| 5 \| Hafia FC \| 42 \| 26 \| 12 \| 8 \| 6 \| 32 \| 20 \| +12 \| \| 6 \| Académie SOAR \| 39 \| 26 \| 11 \| 6 \| 6 \| 31 \| 34 \| -3 \| \| 7 \| AS Kaloum Star \| 38 \| 26 \| 11 \| 5 \| 10 \| 34 \| 28 \| +6 \| \| 8 \| Fello Star \| 33 \| 26 \| 10 \| 7 \| 10 \| 22 \| 31 \| -9 \| \| 9 \| Satellite FC \| 31 \| 26 \| 8 \| 7 \| 11 \| 25 \| 33 \| -8 \| \| 10 \| Flamme Olympique FC \| 31 \| 26 \| 7 \| 10 \| 9 \| 24 \| 25 \| -1 \| \| 11 \| Loubha FC de Télimélé \| 23 \| 26 \| 4 \| 11 \| 11 \| 21 \| 28 \| -7 \| \| 12 \| Éléphant de Coléah \| 23 \| 26 \| 5 \| 8 \| 13 \| 25 \| 36 \| -11 \| \| 13 \| Santoba Football Club \| 23 \| 26 \| 5 \| 8 \| 13 \| 26 \| 45 \| -19 \| \| 14 \| ASFAG \| 22 \| 26 \| 6 \| 4 \| 16 \| 27 \| 50 \| -23 \| | Qualifications africaines Ligue des champions 2021-2022 - 1er : Tour préliminaire Coupe de la confédération 2021-2022 - C ; Tour préliminaire Abréviations - T : Tenant du titre - C : Vainqueur de la Coupe de Guinée de football 2020 - S : Vainqueur de la Supercoupe de Guinée de football 2020 - P : Promus |     |    |    |    |    |    |    |      |
| Rang | Équipe | Pts | J  | G  | N  | P  | Bp | Bc | Diff |
| 1 | Horoya AC | 58  | 26 | 18 | 4  | 4  | 49 | 13 | +36  |
| 2 | CI Kamsar | 46  | 26 | 12 | 10 | 4  | 34 | 17 | +17  |
| 3 | Wakriya Athletic Club | 46  | 26 | 12 | 6  | 7  | 44 | 30 | +14  |
| 4 | AS Ashanti Golden Boys | 43  | 26 | 11 | 6  | 7  | 20 | 21 | -1   |
| 5 | Hafia FC | 42  | 26 | 12 | 8  | 6  | 32 | 20 | +12  |
| 6 | Académie SOAR | 39  | 26 | 11 | 6  | 6  | 31 | 34 | -3   |
| 7 | AS Kaloum Star | 38  | 26 | 11 | 5  | 10 | 34 | 28 | +6   |
| 8 | Fello Star | 33  | 26 | 10 | 7  | 10 | 22 | 31 | -9   |
| 9 | Satellite FC | 31  | 26 | 8  | 7  | 11 | 25 | 33 | -8   |
| 10 | Flamme Olympique FC | 31  | 26 | 7  | 10 | 9  | 24 | 25 | -1   |
| 11 | Loubha FC de Télimélé | 23  | 26 | 4  | 11 | 11 | 21 | 28 | -7   |
| 12 | Éléphant de Coléah | 23  | 26 | 5  | 8  | 13 | 25 | 36 | -11  |
| 13 | Santoba Football Club | 23  | 26 | 5  | 8  | 13 | 26 | 45 | -19  |
| 14 | ASFAG | 22  | 26 | 6  | 4  | 16 | 27 | 50 | -23  |